# 梅桑格维尔
梅桑格维尔（法語：Mésangueville，法語發音：[mezɑ̃ɡvil]）是法国滨海塞纳省的一个市镇，属于迪耶普区。

## 地理
梅桑格维尔（49°32'46"N, 1°33'33"E）面积10.55 平方千米，位于法国诺曼底大区滨海塞纳省，该省份为法国北部沿海省份，其西部及北部濒大西洋英吉利海峡，东起顺时针与索姆省、瓦兹省、厄尔省和卡爾瓦多斯省接壤。
与梅桑格维尔接壤的市镇（或旧市镇、城区）包括：阿尔格伊、圣桑松堡、弗里、索蒙拉波特里、福尔日莱索。

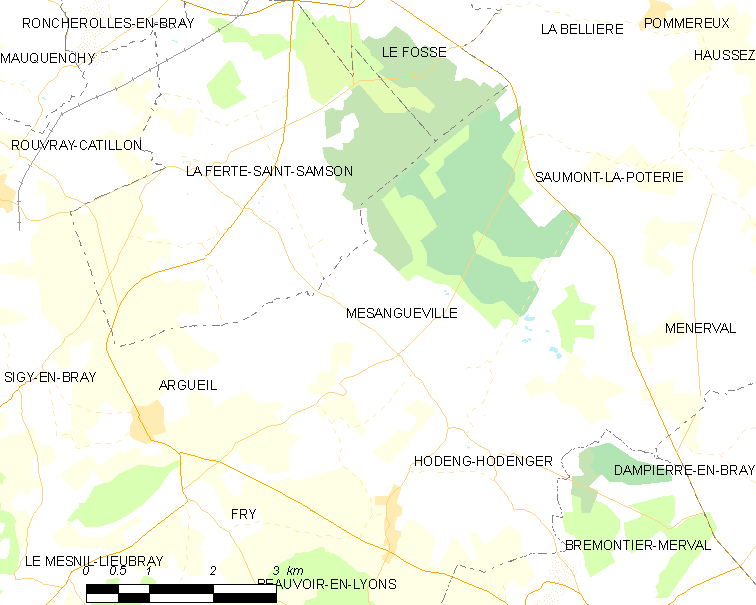
梅桑格维尔的OSM定位图

梅桑格维尔的时区为UTC+01:00、UTC+02:00（夏令时）。

## 行政
梅桑格维尔的邮政编码为76780，INSEE市镇编码为76426。

## 政治
梅桑格维尔所属的省级选区为布赖地区古尔奈县。

## 人口

1962-2008年间梅桑格维尔人口变化图示

梅桑格维尔于2022年1月1日时的人口数量为155人。